# Ryan Giles
Ryan John Giles (* 26. ledna 2000 Telford) je anglický profesionální fotbalista, který hraje na pozici levého obránce či záložníka za anglický klub Luton Town FC. Je také bývalým anglickým mládežnickým reprezentantem.

## Klubová kariéra

### Wolverhampton Wanderers
Giles je odchovancem Wolverhamptonu Wanderers a v sezóně 2017/18 získal ocenění pro nejlepšího hráče klubové akademie.

#### Telford United (hostování)
Dne 24. března 2018 odešel na hostování do svého mateřského klubu AFC Telford United v National League North.
V dresu Wolves debutoval 26. ledna 2019, v den svých 19. narozenin, v zápase čtvrtého kola FA Cupu na hřišti Shrewsbury Town. Zápas skončil remízou 2:2.

#### Shrewsbury Town (hostování)
Dne 1. července 2019 odešel Giles na roční hostování právě do Shrewsbury Town. 17. ledna 2020 bylo jeho hostování kvůli zranění Rúbena Vinagreho předčasně ukončeno.

#### Coventry City (hostování)
Na konci ledna však odešel na další hostování, tentokráte do třetiligového Coventry City. S klubem postoupil do Championship a podzimní část sezóny 2020/21 tak strávil ve druhé nejvyšší soutěži.

#### Rotherham United (hostování)
V lednu 2021 se vrátil zpátky do Wolverhamptonu a následně zamířil na půlroční hostování do Rotherhamu United.

#### Cardiff City (hostování)
V červenci 2021 zamířil na roční hostování do velšského Cardiffu City. V podzimní části sezóny odehrál Giles 21 soutěžních utkání, v nichž si na své konto připsal 9 asistencí, což bylo nejvíce ze všech hráčů v soutěži.

#### Blackburn Rovers (hostování)
Dne 31. ledna 2022 se Giles připojil k druholigovému Blackburn Rovers, který si ho vypůjčil na zbytek sezóny 2021/22.

#### Middlesbrough (hostování)
Dne 23. června 2022 odešel Giles na roční hostování do Middlesbrough. V sezóně patřil mezi nejdůležitější hráče týmu, který vedl bývalý anglický reprezentant Michael Carrick, a dovedl klub až k postupu do play-off. V celé sezóně asistoval dohromady na 11 branek a pouze Jack Clarke ze Sunderlandu si v Championship připsal více asistencí.

### Luton Town
Dne 28. července 2023 přestoupil Giles do Luton Townu, který právě postoupil do Premier League. Součástí dohody je klauzule o zpětném odkupu pro Wolves.

## Ocenění

### Klubová

#### Coventry City
- EFL League One: 2019/20